# Galit Chait
Galit Chait Moracci (em hebraico:  גלית חייט, Galit Hayat; Kfar Saba, 29 de janeiro de 1975) é uma ex-patinadora artística israelense. Chait competiu na dança no gelo. Ela conquistou com Sergei Sakhnovski uma medalha de bronze em campeonatos mundiais, e foram campeões nove vezes do campeonato nacional israelense.

## Principais resultados

### Com Sergei Sakhnovski
| Resultados                                                                                                | Resultados      | Resultados       | Resultados        | Resultados      | Resultados      | Resultados        | Resultados        | Resultados        | Resultados        | Resultados        | Resultados       | Resultados    | Resultados    | Resultados    | Resultados    | Resultados    |
| Internacional                                                                                             | Internacional   | Internacional    | Internacional     | Internacional   | Internacional   | Internacional     | Internacional     | Internacional     | Internacional     | Internacional     | Internacional    | Internacional | Internacional | Internacional | Internacional | Internacional |
| Evento/Temporada                                                                                          | 1995– 1996      | 1996– 1997       | 1997– 1998        | 1998– 1999      | 1999– 2000      | 2000– 2001        | 2001– 2002        | 2002– 2003        | 2003– 2004        | 2004– 2005        | 2005– 2006       |               |               |               |               |               |
| --- | --------------- | ---------------- | ----------------- | --------------- | --------------- | ----------------- | ----------------- | ----------------- | ----------------- | ----------------- | ---------------- | ------------- | ------------- | ------------- | ------------- | ------------- |
| Jogos Olímpicos                                                                                           |                 |                  | 14.ª              |                 |                 |                   | 6.ª               |                   |                   |                   | 8.ª              |               |               |               |               |               |
| Campeonato Mundial                                                                                        | 23.ª            | 18.ª             | 14.ª              | 13.ª            | 5.ª             | 6.ª               | Medalha de bronze | 6.ª               | 7.ª               | 6.ª               | 6.ª              |               |               |               |               |               |
| Campeonato Europeu                                                                                        |                 | 14.ª             | 12.ª              | 10.ª            | 6.ª             | 5.ª               | 5.ª               | 6.ª               | 5.ª               | 4.ª               | 5.ª              |               |               |               |               |               |
| GP Grand Prix Final                                                                                       |                 |                  |                   |                 |                 | 4.ª               | 5.ª               | 5.ª               |                   | 4.ª               | 4.ª              |               |               |               |               |               |
| GP Bofrost Cup on Ice                                                                                     |                 |                  | 7.ª               | 5.ª             |                 |                   |                   | Medalha de prata  |                   |                   |                  |               |               |               |               |               |
| GP Cup of China                                                                                           |                 |                  |                   |                 |                 |                   |                   |                   |                   | Medalha de prata  | Medalha de prata |               |               |               |               |               |
| GP Cup of Russia                                                                                          |                 | 7.ª              |                   |                 |                 | Medalha de bronze | Medalha de prata  |                   | Medalha de bronze |                   | Medalha de prata |               |               |               |               |               |
| GP NHK Trophy                                                                                             |                 |                  | 7.ª               |                 | 5.ª             |                   |                   | Medalha de bronze | Medalha de bronze |                   |                  |               |               |               |               |               |
| GP Skate America                                                                                          |                 |                  |                   |                 |                 | 4.ª               | Medalha de prata  | 4.ª               |                   | Medalha de prata  |                  |               |               |               |               |               |
| GP Skate Canada International                                                                             |                 |                  |                   |                 |                 | Medalha de prata  | Medalha de prata  |                   | 4.ª               | Medalha de bronze |                  |               |               |               |               |               |
| GP Trophée Lalique                                                                                        |                 |                  |                   | 5.ª             | 6.ª             |                   |                   |                   |                   |                   |                  |               |               |               |               |               |
| Jogos da Boa Vontade                                                                                      |                 |                  |                   |                 |                 |                   | Medalha de prata  |                   |                   |                   |                  |               |               |               |               |               |
| Lysiane Lauret Challenge                                                                                  |                 |                  | Medalha de ouro   |                 |                 |                   |                   |                   |                   |                   |                  |               |               |               |               |               |
| Nebelhorn Trophy                                                                                          | 9.ª             |                  |                   |                 |                 |                   |                   |                   |                   |                   |                  |               |               |               |               |               |
| Skate Israel                                                                                              | 6.ª             | Medalha de prata | Medalha de ouro   | Medalha de ouro | Medalha de ouro | Medalha de ouro   |                   |                   | Medalha de ouro   |                   | Medalha de ouro  |               |               |               |               |               |
| Vienna Cup                                                                                                |                 |                  | Medalha de bronze |                 |                 |                   |                   |                   |                   |                   |                  |               |               |               |               |               |
| Nacional                                                                                                  |                 |                  |                   |                 |                 |                   |                   |                   |                   |                   |                  |               |               |               |               |               |
| Campeonato Israelense                                                                                     | Medalha de ouro | Medalha de ouro  | Medalha de ouro   |                 | Medalha de ouro | Medalha de ouro   | Medalha de ouro   | Medalha de ouro   | Medalha de ouro   | Medalha de ouro   |                  |               |               |               |               |               |
| |                 |                  |                   |                 |                 |                   |                   |                   |                   |                   |                  |               |               |               |               |               |
| Legenda: GP = Grand Prix; Competição não foi disputada nesta temporada; Competição não fez parte do GP/CS |                 |                  |                   |                 |                 |                   |                   |                   |                   |                   |                  |               |               |               |               |               |

### Com Maxim Sevostianov
| Campeonato Mundial | 28.ª |